# 鄧鑣
鄧鑣（1560年—1607年），字道驭，號麟石，福建都司泉州衛官籍（晋江人）。明朝政治人物、進士出身。嘉靖庚申正月十二日（官年）生。

## 生平
镳爲城仲子，少豪伉，治诸生业，读书清源山之半岭岩，以《礼经》争魁。后就学一峰书院。万历七年（1579年）己卯科福建鄉試第七十四名舉人，十七年（1589年）己丑科三甲五十三名進士，兵部觀政，六月授青浦知縣，二十二年入为户部主事，次年坐为青浦令时失旁邑贵人，謫廣東归善知縣，政尚廉简，催科得宜；筑天泉书院，与诸生讲学肄业。二十八擢升南京户部主事，百姓遮道涕泣。三十年升员外郎、升郎中，三十四年出守南阳府，关心民瘼，郡连水旱，请捐帑金三万赈之，三十五年卒于官。

## 家族
曾祖鄧模，泉州卫百户。祖邓炳，百户。父邓城，字藩国，号寒松，武解元，世袭泉州卫右所百户，以功授中军指挥，累官提督狼山总兵。少与俞大猷为刎颈友，读书清源山上。一日夜深，同出山坳步月，月明如昼，万籁寂历。忽闻石壁间唗唗之声，二人攀藤葛相扶而上，见一黑丈夫若呼若召曰：‘吾老猿公也，望子久矣。’遂授二人以棍法、拳法，凡数累夜而后精习。一时有俞家拳、邓家棍之号。后二人皆以武功显，闽乱以靖。